# Гевелинг, Леонид Владимирович
Леонид Владимирович Гевелинг (род. 6 октября 1951) — советский и российский востоковед, африканист, политолог. Кандидат исторических наук (1978), доктор политических наук (2002), профессор (2005).

## Образование
Окончил Институт стран Азии и Африки (ИСАА МГУ; до 1972 — Институт восточных языков) в 1973, аспирантуру ИСАА МГУ в 1976.
В 1972—1974 — редактор Госкомитета по телевидению и радиовещанию при Совете Министров СССР.
В 1976—1983 — преподаватель ИСАА МГУ.
В 1978 в ИСАА защитил диссертацию на соискание учёной степени кандидата исторических наук по теме «Формирование социально-профессиональной группы управляющих (менеджеров) в условиях колониальной и суверенной Нигерии».
В 1983—1986 — старший научный сотрудник Института Африки РАН (АН СССР).
В 1986—1993 — заведующий лабораторий системного анализа общественных структур стран Западной Африки.
В 1993—2000 — заместитель директора Института Африки РАН.
В 2000—2013 — заместитель директора Института стран Азии и Африки МГУ.
В 2002 в Институте востоковедения РАН защитил диссертацию на соискание учёной степени доктора политических наук «Клептократия, социально-политическое измерение коррупции и негативной экономики: Борьба африканского государства с деструктивными формами организации власти».
В 2005 получил учёное звание профессора по кафедре политологии Востока.
Член Российской ассоциации востоковедов, президент российского Общества африканистов (с 2002), член редакционной коллегии журнала «Азия и Африка сегодня». Был организатором и (или) участником ряда международных конференций и симпозиумов в России, Великобритании, Польше, Нигерии, Турции, Египте, Мадагаскаре и другие странах

## Научные труды

### Монографии
- Гевелинг Л. В. Менеджеры в Тропической Африке. — М.: Наука, 1982.
- Гевелинг Л. В. Клептократия. — М.: Гуманитарий, 2001.
- Гевелинг Л. В. Анархия. Размышления о власти и безвластии в странах Западной Африки. — М.: Восточная литература, 2004.

### Статьи
на русском языке
- Гевелинг Л. В. Становление капиталистического класса в странах Тропической Африки // Классы и классовая борьба в Африке. М.: ИНИОН АН СССР, 1981. — С. 120—230.
- Гевелинг Л. В. Механизм финансирования политических партий // Нигерия: власть и политика. М.: Наука, 1988. — С. 107—142.
- Гевелинг Л. В. Организованный бизнес и экономическая политика правительства // Нигерия: экономические рычаги политики. М.: ИнАфр, 1991. — С. 22-91.
- Гевелинг Л. В. Парадоксы бюрократизации российского общества: между социализмом, капитализмом и паразитоценозом // Мировая экономика и международные отношения. — 1996. — № 12. — С. 99-106.
- Гевелинг Л. В. Феномен и механизмы деструктивного развития обществ переходного типа (к итогам дискуссии) // Восток. Афро-азиатские общества: история и современность. — 2000. — № 5. — С. 76-91.
- Гевелинг Л. В. Негативная экономика (контуры теоретической и страновой моделей развития). // Глобальные и стратегические исследования Выпуск 1. — М.: ИнАфр, 2002. — С. 57-75.
- Гевелинг Л. В. Коррупционные формы политического финансирования: материальная основа распространения терроризма // Финансовый мониторинг потоков капитала с целью предупреждения финансового терроризма. — М.: Изд-во МНЭПУ, 2005. — С. 111—142.

на других языках
- The Structure of Socio-Professional Group of Managers in Nigeria (Ways of Formation of Bourgeoisie and Middle Urban Strata in Tropical Africa). — In: Socio-Economic Problems of Asian and African Countries. Studia Orientalia Pragensia XIII. Charles University. Prague, 1984, pp. 189—230.
- Role of Entrepreneurs' Associations in Socio-Political Development of Nigeria. — In: The Proceedings of the Oxford Joint British-Soviet Roundtable Conference «Nigeria and Kenya: Indigenous Path to Capitalism». Oxford, 20-22 March 1989, Oxford-Moscow, 1990, pp. 155—163.
- A Shadow of Kleptocracy over Africa (A Theory of Negative Forms of Power Organization) — In: Russian Oriental Studies. Current Research on Past & Present Asian and African Societies. Ed. by V. Naumkin. Brill. Leiden. Boston. 2004, pp. 23-55.